# 熊本市民会館
熊本市民会館（くまもとしみんかいかん）は、熊本県熊本市中央区にあるホール。熊本城に近く、熊本桜町バスターミナルから徒歩5分程度にある。愛称は「市民会館シアーズホーム夢ホール」（2016年までは「市民会館崇城大学ホール」、2008年から2014年までは「崇城大学市民ホール」）。熊本市公会堂を前身とし、1968年に開館。大ホールは1,591席（改修前は1,800席）収容で、有名アーティストのコンサートなども行われている。2006年からは1年を超える大規模な改修工事のため休館し、翌年リニューアル・オープンした。一般財団法人 熊本市文化スポーツ財団が運営。

## 沿革
ここでは前身となる公会堂時代についても述べる。なお改修に関しては主要なもののみ記述している。
- 熊本市公会堂時代 - 熊本県によって日本館と洋館の2棟が建設された。いずれも熊本市に譲渡され熊本市公会堂として使われていた。
  - 1915年（大正4年）- 大正天皇の御大典記念として熊本県が建設し完成。現在地に日本館と洋館の2棟。
  - 1916年（大正5年）- 日本館を市へ譲渡。
  - 時期不詳 - 洋館を市へ譲渡。
  - 1929年（昭和4年）- 現在の熊本市国際交流会館がある位置に洋館を移築。移築後は県教育会館・市教育会館・海軍人事部などに使用された。
  - 時期不詳 - 終戦後、日本館は市役所別館として使用されていた。
  - 1964年（昭和39年）- 日本館解体。
  - 1968年（昭和43年）- 洋館解体。
- 熊本市新公会堂時代 - 洋館の建て替えとして計画された。
  - 1930年（昭和5年）10月 - 昭和天皇の御大典記念として建設し完成。800人収容の大ホールを持つ。
  - 1966年（昭和41年）- 解体。
- 現市民会館 - 舞台設備の向上を図って、建築音響学の専門家に基本設計を依頼した。
  - 1965年（昭和40年）2月 - 熊本市民会館建設準備室発足。
  - 1965年（昭和40年）9月 - 基本構想図発表。元日本建築学会会長佐藤武夫によるもの。
  - 1966年（昭和41年）7月 - 建設開始。
  - 1967年（昭和42年）11月 - 完成。
  - 1968年（昭和43年）1月 - 落成、開館（こけら落とし公演「宮中雅楽」）。
  - 1999年（平成11年）9月から2000年（平成12年）6月 - 舞台改修工事。
  - 1999年（平成11年）10月から2000年（平成12年）6月 - バリアフリー化改修工事。
  - 2006年（平成18年）6月30日 - 大規模改修工事のため、一時閉館。
  - 2007年（平成19年）8月1日 - リニューアルオープン。
  - 2008年（平成20年）7月1日 - ネーミングライツ開始。愛称が「崇城大学市民ホール（市民会館）」となる。
  - 2012年（平成24年）4月1日 - ネーミングライツ更新。愛称が「市民会館崇城大学ホール」となる。
  - 2016年（平成28年）4月1日 - ネーミングライツの契約会社が変わり、愛称が「市民会館シアーズホーム夢ホール」となる[1][2]。
  - 2016年（平成28年）4月14日・4月16日 - 平成28年熊本地震が発生。大ホールに損壊被害が出ており、施設の安全確認のため当面全館閉鎖。
    - 西日本新聞の取材記事によると[3]、大ホールの天井がめくれあがったり、客席の床も地盤沈下するなどしたため、復旧まで最低でも1年かかるという状態となった。このため、同年5月14日に開催される予定だった夏目漱石の生誕150周年（2017年）と没後100年（2016年）、並びに熊本歴訪120周年（同左）を記念したキャンペーン「夏目漱石記念年[4]全国オープニングセレモニー」の会場を熊本市内のホテルに変更し、応募締め切りを前倒しとしたほか、ナオト・インティライミ、加藤ミリヤ、JUJUらが出演を予定していたコンサートの開催を初め、延べ1200件のイベントの開催が中止や延期となった。復旧工事のため2017年4月から全面休館。

  - 2018年（平成30年）1月10日 - 震災復旧工事が完了し、1月8日に先行再開した「大ホール」を含め全館再開。

## ネーミングライツ
熊本市は、老朽化による大規模な改修工事が行われているのにあわせ、実現すれば熊本で初となる『ネーミングライツ』を導入することを発表。しかしながら、一次募集に応募企業がなく、二次募集をする予定だったが、2007年8月1日のリニューアルに間に合わないことから二次募集は行われなかった。
2008年2月12日、熊本市ホームページに「熊本市民会館ネーミングライツパートナー仲介業務について」という書面が掲載され、ネーミングライツの募集が再度行われた。
2008年4月10日に募集結果が発表され、崇城大学等を運営する「学校法人君が淵学園」と契約を結ぶことが決定。2008年7月1日から、愛称が「崇城大学市民ホール（英称：Sojo University Citizens Hall）」となった。契約期間は2008年7月1日 - 2012年3月31日までで、年間1,500万円での契約となった。
県内初のネーミングライツ導入であったことから、当初は若干の意見があったが、徐々にその愛称が浸透しつつあるようである（2016年4月1日現在、ネーミングライツは本施設のほかに、熊本県民総合運動公園陸上競技場にも導入されている）。
2012年4月1日からは、学校法人君が淵学園が契約を2016年3月末まで4年間継続することになったが、愛称が「市民会館崇城大学ホール（英称：Citizens Hall Sojo University Hall）」に変更されたほか、年間契約料が1,000万円に引き下げられた。
2016年4月1日からは、熊本市南区に本社を置く地場住宅メーカー「株式会社シアーズホーム」が新たに契約を結び、愛称は「市民会館シアーズホーム夢ホール（英称：Civic Auditorium Sears Home Yume Hall）」となる。契約期間は2016年4月1日 - 2020年3月31日まで、年間契約料は1,200万円（その後、契約更新し、2024年3月31日までとなっている。年間契約料は同じ）。

## 設備
- ホール
  - 定員:1,591人（1-2階）
- 会議室
  - 小会議室9室、大会議室1室
- 食堂
  - 勧業館食堂
  - もったいない食堂-土に命と愛ありて ティア-
- 展示ロビー

## 建築概要
- 基本設計― 佐藤武夫
- 施工― 大成建設
- 竣工― 1967年11月30日
- 敷地面積― 6,649m2
- 建築面積―  4,408m2
- 延床面積― 9,197m2
- 構造― RC造
- 規模― ホール棟:地上4階地下1階、会議棟:地上2階地下1階
- 受賞―

## アクセス
- 路面電車
  - 熊本市電 花畑町電停下車 約150m
- 路線バス
  - 熊本桜町バスターミナル下車 約300m など

## 周辺
- 坪井川
- 熊本城
- 熊本市国際交流会館
- 花畑公園
- SAKURA MACHI Kumamoto
  - 熊本桜町バスターミナル
  - 熊本城ホール
- 桜の馬場 城彩苑
- 朝日新聞第一生命ビル（りそな銀行熊本支店、朝日新聞熊本総局などが入居）
- NHK熊本放送局（2017年6月5日、千葉城町から移転）
- 国立病院機構熊本医療センター

## 参考資料
- 「熊本市民会館の歩み 幕風の」熊本市・熊本市民会館文化事業協会　2005/07